# Marpaps
 Marpaps  es una población y comuna francesa, situada en la región de Aquitania, departamento de Landas, en el distrito de Dax y cantón de Amou.

## Demografía
| 162 | 151 | 127 | 120 | 120 | 110 |
| Para los censos de 1962 a 1999 la población legal corresponde a la población sin duplicidades (Fuente: INSEE [Consultar]) |     |     |     |     |     |